# Nyoma albopunctata
Nyoma albopunctata là một loài bọ cánh cứng trong họ Cerambycidae.